# Мич Джоуел
Мич Джоуел (на английски: Mitch Joel) е канадски журналист и публицист. Той е президент на „Twist Image“ – дигитална маркетингова агенция и президент и съосновател на „Distort Entertainment“.

## Биография
Мич Джоуел е роден през май 1971 г. Израства в Монреал, заедно с тримата си братя. Още в зората на компютърната ера Джоуел е очарован от новите технологии, които навлизат. Завършва предуниверситетската музикална програма във „Ваниър Колидж“ (свири на бас), след което прекъсва следването си по Философия в университета „Конкордия“ след по-малко от семестър, за да преследва кариера в издателската дейност. Работил е в Монреал като музикален журналист на свободна практика и като издател / редактор на две музикални списания – „Арена Рок“ и „Енраж“. Първото му интервю, от 1989 г., е с Томи Лий.

## Маркетинг
От 1999 г. – 2000 г. Джоуел работи в Mamma.com – мета-търсачка, създадена през 1996 г., където заема длъжността Директор – спонсорство и реклама.
През януари 2001 г. става маркетингов директор в Airborne Entertainment – доставчик на мобилно съдържание със седалище в Монреал. Джоуел приписва огромно значение на конференцията Unleash the Power Within от 2002 г., която го провокира да промени посоката, в която върви, което довежда до успеха му (оттогава Джоуел е бил говорител на редица конференции на организацията).
През 2002 г. Джоуел се присъединява към Twist Image – дигитална маркетингова компания, която тогава е едва на две години. Сега той е президент на компанията и един от четирите равноправни партньори.
Започва да се занимава с блогърство през септември 2003 г., като списва блога „Six Pixels of Separation – The Twist Image Blog“. През май 2006 г. той стартира и седмичен подкаст. Както блогът, така и подкастът се фокусират върху пресечната точка на дигиталния маркетинг и персоналния брандинг. 

През юли 2006 г. Джоуел е избран от британската изследователска фирма Onalytica за един от двадесетте най-влиятелни хора в сферата на блог маркетинга. През януари 2007 г. Marketing Magazine нарича Джоуел „Канадската рок звезда на дигиталния маркетинг“.
През май 2009 г. влиза в класацията Top 40 under 40 на Канада. До средата на 2009 г. Twist Image вече има и втори офис в Торонто. Назначени са 65 души. До октомври 2009 г. служителите вече са 90. До края на 2009 г. клиентите на агенцията включват Home Depot, Microsoft, Scotiabank, TD Canada Trust, Fujifilm и Dairy Farmers of Canada.
През 2007 г. и 2008 г. Джоуел е водещ на подкаста Foreword Thinking: The Business And Motivational Book Review Podcast.
През 2008 г. и 2009 г. списва бизнес колона във вестниците Montreal Gazette и Vancouver Sun.
През 2009 г. той става автор на книга със същото име като блога и подкаста: Six Pixels of Separation.
През 2009 г. и 2010 г. списва колона в enRoute – списание на Air Canada. През май 2011 г. Канадската маркетинг асоциация избира Джоуел за председател на борда на директорите за 2011 г. и 2012 г.
През 2013 г. Джоуел издава „Ctrl Alt Delete: Reboot Your Business. Reboot Your Life. Your Future Depends on It.“ – книгата се фокусира върху пет технологични и маркетингови тенденции, които Джоуел смята, че бизнес лидерите трябва да използват.

## Distort entertainment
Джоуел е партньор, заедно с Greg Below, в звукозаписната компания Distort Entertainment. Лейбълът, ситуиран в Торонто, Онтарио, е специализиран в хардкор музиката. Изпълнители и групи, които понастоящем или по-рано са били представлявани от лейбъла включват Alexisonfire, Cancer Bats, Johnny Truant, Step Kings и The Bronx.

## Личен живот
Джоуел е женен. Той и съпругата му имат три деца.